# Liste des basiliques de l'Ombrie
 (novembre 2020).
Cette liste recense les basiliques de l'Ombrie, Italie.

## Liste
- Assise
  - Basilique Sainte-Claire d'Assise
  - Basilique Saint-François d'Assise
  - Basilique Sainte-Marie-des-Anges d'Assise
- Pérouse
  - Basilique Saint-Pierre
  - Basilique San Domenico
- Terni
  - Basilique Saint-Valentin (it)